# Potamogeton manschuriensis
Potamogeton manschuriensis är en nateväxtart som beskrevs av Bennell. Potamogeton manschuriensis ingår i släktet natar, och familjen nateväxter. Inga underarter finns listade.